# Residences on Georgia West Tower
Residences on Georgia West Tower est un gratte-ciel de 100 mètres de hauteur construit à Vancouver au Canada en 1998.
Il abrite 234 logements sur 36 étages.
Il fait partie du complexe Residences on Georgia qui abrite une autre tour plus basse, la Residences on Georgia East Tower.
Avec l'antenne la hauteur maximale de l'immeuble est de 108 mètres.
Le promoteur ('developper') est la société Westbank Projects Corp.
L'architecte est l'agence d'architecture James KM Cheng Architects Inc. basée à Vancouver.